# Gouwe (plaats)
Gouwe is een woonplaats in de gemeente Opmeer, in de Nederlandse provincie Noord-Holland. De plaats heeft 260 inwoners in 2024.
Gouwe wordt soms aangeduid als dorp en soms als gehucht. Het is gelegen tussen de dorpen Aartswoud en Sijbekarspel. De plaatsnaam is afgeleid van het water dat langs de plaats loopt, dat ook de gouwe heet. Gouw of gouwe is een veelvoorkomende waterduiding in West-Friesland. Het water van de Gouwe is met vergelijking tot het land vrij hoog gelegen.
Gouwe is vooral agrarisch met in de kern van bewoning ook niet agrarische bewoning. Vroeger werd de plaats ook wel geschreven als De Gouwe. Gouwe was tot 1979 gelegen in de gemeente Hoogwoud, die toen opging in de gemeente Opmeer.
In de gouwe staan voornamelijk boerderijen, de meeste van deze zijn hersteld in oude staat voor zover dat mogelijk was.
Dorpen: Aartswoud · De Weere · Hoogwoud · Opmeer · Spanbroek · Wadway (deels)

Woonplaatsen: Gouwe · Zandwerven     
Buurtschappen: Abbekerkeweere · De Kaag · De Kolk · De Snip · Harderwijk · Lagehoek · Langereis (deels) · Paradijs

Noord-Holland: Steden en dorpen in Noord-Holland      Nederland: Provincies · Gemeenten